# Параноидно личностно разстройство
Параноидно личностно разстройство e психическо разстройство, характеризирано от параноя и всепроникваща, трайна подозрителност и генеразизирано недоверие към другите. Индивидите с това личностно разстройство могат да бъдат хиперчувствителни, лесно обидчиви и чувствителни, и обикновено са свързани със света чрез бдително изучаване и изследване на обкръжаващата среда за следи/дири или намеци, които могат да потвърдят техните страхове или склонности на мислене. Параноидните индивиди са жадни изследователи и надбюдатели. Те мислят, че са в опасност и търсят знаци и следи за тази опасност, и е възможно да не възприемат доказателства, показващи друго.
Те имат склонност да се предпазват и да са подозрителни, и имат твърде ограничен емоционален живот. Тяхната намалена способност за смислено емоционално обвързване и общият модел на социално отдръпване, който е характерен за тях, често придават качествата на шизоидна изолация на техния начин на живот. Хората с това специфично разстройство могат да имат, макар че може и да не притежават тази тендениця да носят в себе си или да задържат яд, подозрителност, също тенденцията да интерпретират чуждите действия като враждебни, тенденция към себе-съсредоточеност, упорито усещане за това, което е приемано като лично право.